# Fritz Spranger
Fritz Spranger (* im 19. oder 20. Jahrhundert; † im 20. Jahrhundert) war ein deutscher Fußballschiedsrichter.

## Sportlicher Werdegang
Der aus Glauchau stammende Spranger gehörte in den 1920er Jahren zu den bedeutendsten Schiedsrichtern Deutschland und übernahm mehrfach die Leitung von Spielen  im Rahmen der deutschen Meisterschaftsendrunde. Dabei übernahm er 1926 die Endspielleitung als im Frankfurter Waldstadion die SpVgg Fürth mit einem 4:1-Endspielerfolg über Hertha BSC zum zweiten Mal den deutschen Meistertitel holte.
Am 7. Oktober 1928 feierte Spranger seine Premiere als Länderspielschiedsrichter, im Københavns Idrætspark leitete er das Aufeinandertreffen zwischen Dänemark und Schweden. Das Spiel im Rahmen der nordischen Meisterschaft gewann der Gastgeber mit 3:1. Es blieb sein einziger Länderspieleinsatz.